# Хашим Тачи
Хашим Тачи (алб. Hashim Thaçi; Броћна, 24. април 1968) албански је политичар са Косова и Метохије. Бивши је официр и један од вођа терористичке Ослободилачке војске Косова (ОВК). Упркос томе, уз сагласност дела међународне заједнце, у априлу 2016 ступио је на функцију председника Републике Косово, али 5. новембра 2020. подноси оставку да би се суочио са суђењем за злочине против човечности и ратне злочине. Био је председник Владе Косова од 9. јануара до 17. фебруара 2008. и први председник Владе Републике Косово од 17. фебруара 2008. до 9. децембра 2014, а затим министар спољних послова и први заменик председника Владе Републике Косово од 12. децембра 2014. до 7. априла 2016.
Одрастао је у општини Србица, где је настала Ослободилачка војска Косова (ОВК). Студирао је филозофију на Универзитету у Приштини пре него се преселио у Швајцарску, где се 1993. придружио ОВК. До 1999. постао је вођа најмоћније фракције ОВК, током преговора у Рамбујеу. Након рата на Косову и Метохији, придружио се привременим институцијама самоуправе.
Постао је вођа Демократске партије Косова (ДПК), која је освојила највећи удео гласова на изборима 2007. Године 2008. био је потписник Декларације о независности Косова и постао први председник Владе Републике Косово. За председника Републике Косово изабран је 2016. Водио је проамеричку политику док је био на власти. Било је контроверзи у вези са његовом улогом у ОВК и наводима о умешаности у организовани криминал. Године 2020. Косовска специјализована већа и Канцеларија специјалног тужилаштва подигли су оптужницу од десет тачака којом Тачија и друге терете за злочине против човечности и ратне злочине. После тога је поднео оставку на место председника, како је рекао, да би „заштитио интегритет председништва Републике Косово”.

## Детињство, младост и образовање
Рођен је у Броћни, код Србице, у тадашњој Социјалистичкој Федеративној Југославији. Србица се налази у Дреници, историјском пределу који је показивао отпор према власти Србије. Почетком 1990-их на овом пределу основана је терористичка Ослободилачка војска Косова (ОВК).
Студирао је филозофију и историју на Универзитету у Приштини. До 1993. године живео је у Швајцарској, где се придружио групи албанских политичких емигранта. Уписао је постдипломске студије на Универзитету у Цириху на одељењима за историју и међународне односе, те касније магистрирао.

## Улога у ОВК
Тачи је такође познат и као командант Оперативне зоне ОВК у Малишеву и члан Дреничке групе ОВК, коју је 1993. године основао Адем Јашари и која је контролисала око 10-15% од укупних криминалних активности на Космету. Група је учествовала у кријумчарењу оружја, украдених аутомобила, нафте и цигарета и проституцији. У циљу вршења криминалних активности Дреничка група повезала се са Албанском, Чешком и Македонском мафијом. Тачијеве везе са мафијом учвршћене су родбинским односима након удаје његове сестре за Сејдија Бајрушија, једног од познатих вођа Албанске мафије 17. јуна 1996. године .
Хашим Тачи је заједно са припадницима Дреничке групе, Рафетом Рамом, Јакупом Нуријем, Самијем Љустакуом и Иљазом Кадријуом учествовао у нападу из заседе на полицијско возило, 25. маја 1993. године на пружном прелазу код Глоговца. Том приликом су убијена два српска полицајца док их је петорица тешко рањено.
Дана 17. јуна 1996. године Тачи је заједно са Јакупом и Авни Нуром, Бесим Рамом и Сами Љустакуом учествовао у нападу из заседе на полицијску патролу на путу Косовска Митровица — Пећ када је убијен један српски полицајац док је други тешко рањен.
 Дана 21. септембра исте године, Рама је по Тачијевом налогу бацио бомбу на касарну „Милош Обилић“ у Вучитрну. По његовом налогу извршен је и напад на Средњошколски центар у Вучитрну у којем су биле смештене породице избеглица из Книнске крајине .
У јулу 1997. године Тачи је осуђен у одсуству, од стране окружног суда у Приштини на 10 година затвора због тероризма. У фебруару 1998. године издата је потерница за њим. Године 2003, расписана потерница је проширена и ради почињеног геноцида.
Хашим Тачи је као представник ОВК био члан преговарачког тима косметских Албанаца током преговора у Рамбујеу. На преговорима је постигнут споразум да се формира прелазна Косметска влада састављена од представника Руговине Демократске лиге Косова, Уједињене демократске лиге наклоњене ОВК и ОВК. Премијер ове владе требало је да буде Хашим Тачи. Споразум је такође предвиђао референдум који никада није одржан. Међутим, споразум је пропао, а НАТО је 24. марта 1999. године започео са ваздушним нападима на територију СР Југославије. После 78 дана бомбардовања, у јуну 1999. потписан је Кумановски споразум и донета Резолуција 1244 у Савету безбедности УН, након чега су се Војска Југославије и Полиција Србије повукле са Косова и Метохије, а НАТО снаге ушле у покрајину.
Према изјавама известиоца Парламентарне скупштине Савета Европе Дика Мартија, Хашим Тачи се налазио на челу организације за трговину људским органима (познато као „случај Жута кућа”).

## Политичка каријера
Непосредно након уласка НАТО снага, Хашим Тачи се самопрокламовао за премијера Космета. Претпоставља се да је у периоду када је Тачи био премијер, више политичких неистомишљеника, косметских Албанаца који су се залагали за мултиетничан Космет ликвидирано по његовом наређењу.
На парламентарним изборима на Косову и Метохији одржаним 17. новембра 2007, Тачијева Демократска партија Косова је однела победу. ДПК је формирала владу са Демократским савезом Косова председника Косова Фатмира Сејдијуа, која је ступила на дужност 9. јануара 2007.